# 柳川久治
柳川 久治（やながわ ひさはる、1953年〈昭和28年〉12月13日 - ）は、日本の技術者。初代自動車技術総合機構理事長。

## 来歴
東京都出身。1978年（昭和53年）3月、東京大学大学院工学系研究科電子工学専攻を修了し、同年4月、古河電気工業へ入社。
情報システム事業本部ファイテル製品事業部技術部長、ファイテル製品事業部光部品部長、研究開発本部ファイテルフォトニクス研究所長、同横浜研究所長兼横浜事業所長、執行役員経営企画室長、取締役兼執行役員常務情報通信カンパニー長、取締役兼執行役員常務研究開発本部長、執行役員常務研究開発本部長などを歴任し、縦割りだった研究開発体制の融合に尽力した。
2016年（平成28年）4月1日、自動車技術総合機構理事長に就任。
2021年（令和3年）3月31日、同日の任期をもって、退任。